# Britische Strafexpedition nach Benin
Die Benin-Expedition von 1897 war eine Strafexpedition einer 1 200 Mann starken britischen Truppe unter Sir Harry Rawson als Reaktion auf den Überfall auf eine britische Botschaft unter dem amtierenden Generalkonsul James Phillips aus dem Niger-Küsten-Protektorat. Rawsons Truppen eroberten und plünderten Benin-Stadt und beendeten damit das Königreich Benin, das schließlich in das koloniale Nigeria eingegliedert wurde.
Die Expedition befreite einige Menschen, die vom König als Sklaven gehalten wurden.

## Hintergrund

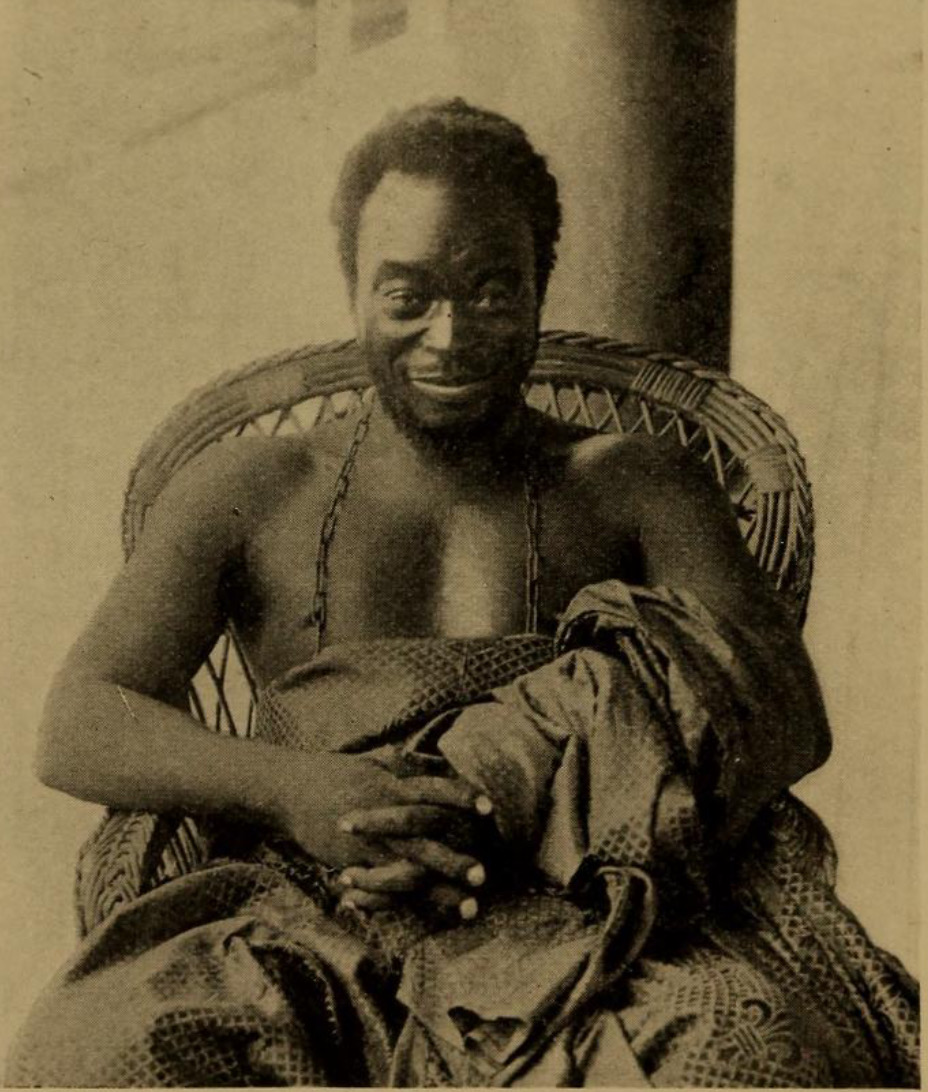
Ovonramwen an Bord der Dampfjacht Ivy, während er 1897 auf dem Weg ins Exil war

Ende des 19. Jahrhunderts hatte das Königreich Benin seine Unabhängigkeit während des „Wettlaufs um Afrika“ bewahren können, und der Oba von Benin übte ein Handelsmonopol in den beninischen Gebieten aus, das von der Royal Niger Company als Bedrohung angesehen wurde.
Im Jahr 1892 versuchte der stellvertretende Kommissar und Vizekonsul Captain Henry Lionel Gallwey (1859–1949), mit Oba Ovọnramwẹn Nọgbaisi (1857–1914) ein Handelsabkommen auszuhandeln, das den freien Warenverkehr durch sein Gebiet und die Entwicklung der Palmölindustrie ermöglichen sollte. Später forderte der Hochkommissar für Südnigeria Ralph Moor das Außenministerium auf, den unterzeichneten Vertrag mit allen Mitteln, bis hin zur Gewalt, durchzusetzen. Gallwey unterzeichnete den Vertrag mit dem Oba und seinen Häuptlingen. Nach Gallweys Angaben zögerte der Oba, den Vertrag zu unterzeichnen.
Während der Vertrag britischen Kaufleuten, die im Königreich Benin tätig waren, freien Handel gewährte, verlangte der Oba weiterhin Zölle. Da Major Claude Maxwell MacDonald, der Generalkonsul der Behörden des Ölflussprotektorats, den Vertrag als rechtmäßig und verbindlich ansah, betrachtete er die Forderungen des Oba als Verletzung des Abkommens und somit als feindlichen Akt.
Im März 1896 verfügte der Oba von Benin nach Preisabsprachen und der Weigerung der Mittelsmänner, die geforderten Abgaben zu zahlen, die Lieferung von Ölpalmenprodukten an sie einzustellen. Das Handelsembargo brachte den Handel in der Region des Benin-Flusses zum Erliegen, und die britischen Kaufleute in der Region appellierten an den Generalkonsul des Protektorats, die Benin-Gebiete zu „öffnen“ und den Oba (den sie als Hindernis für ihre Handelsaktivitäten betrachteten) ins Exil zu schicken. Im Oktober 1896 besuchte der amtierende Generalkonsul, James Robert Phillips, den Benin River District und traf sich mit den Agenten und Händlern, die ihn davon überzeugten, dass „es eine Zukunft am Benin River gibt, wenn die Benin-Territorien geöffnet würden.“

## Das „Massaker von Benin“ (Januar 1897)
Im November 1896 beschloss Phillips, der Vizekonsul eines Handelspostens an der afrikanischen Küste, sich mit dem Oba in Benin City zu treffen, um das Handelsabkommen zu besprechen, das der Oba mit den Briten geschlossen hatte, aber nicht einhielt. Er bat seine Vorgesetzten in London förmlich um die Erlaubnis, Benin City zu besuchen, und behauptete, dass die Kosten einer solchen Expedition durch den Handel mit Elfenbein wieder hereingeholt werden würden.
Phillips erklärte:

„... es gibt nichts in der Form eines stehenden Heeres... und die Einwohner scheinen, wenn nicht ein friedliebendes, so doch ein höchst unkriegerisches Volk zu sein, dessen einzige Heldentaten während vieler Generationen ein gelegentlicher Streit mit ihren Nachbarn über Handel oder Sklavenraub waren, und es scheint zumindest unwahrscheinlich, dass sie irgendwelche Waffen haben, von denen man sprechen kann, außer der üblichen Anzahl von Handelskanonen... Als Captain Gallwey die Stadt besuchte, sah er als einzige Kanone ein halbes Dutzend alter portugiesischer Kanonen. Sie lagen unmontiert auf dem Gras.“

Ende Dezember 1896 brach Phillips, ohne eine Antwort oder Genehmigung abzuwarten, zu einer Expedition auf.
Phillips hatte eine Botschaft an den Oba geschickt, in der er angab, dass seine derzeitige Mission darin bestehe, über Handel und Frieden zu verhandeln, und um Einlass in das Gebiet bat. Er hatte einen Gesandten vorausgeschickt, der zahlreiche Geschenke mitbrachte. Zu dieser Zeit feierte der Oba das Igue-Fest und ließ ausrichten, dass er die Briten zu diesem Zeitpunkt nicht zu sehen wünsche und sich in ein oder zwei Monaten melden werde, wenn er bereit sei, Phillips zu empfangen.
Am 4. Januar 1897 gerieten Phillips und seine gesamte Gruppe auf dem Weg nach Benin City im Dorf Ugbine in der Nähe von Gwato in einen Hinterhalt. Sowohl die britischen Offiziere als auch die afrikanischen Träger wurden getötet. Nur zwei Briten überlebten ihre Verwundungen, Alan Boisragon und Ralph Locke. Innerhalb einer Woche gelangte die Nachricht von dem Attentat bis nach London. Dieses Ereignis führte zur Entsendung der Strafexpedition.
Als Folge dieses Angriffs genehmigte das britische Außenministerium militärische Maßnahmen, die zur „Strafexpedition“ führten: „Es ist unbedingt notwendig, den Königen, Häuptlingen und JuJu-Männern aller umliegenden Länder eine strenge Lektion zu erteilen, dass Weiße nicht ungestraft getötet werden können und dass Menschenopfer und die Unterdrückung der Schwachen und Armen aufhören müssen.“

## Die Strafexpedition (Februar 1897)

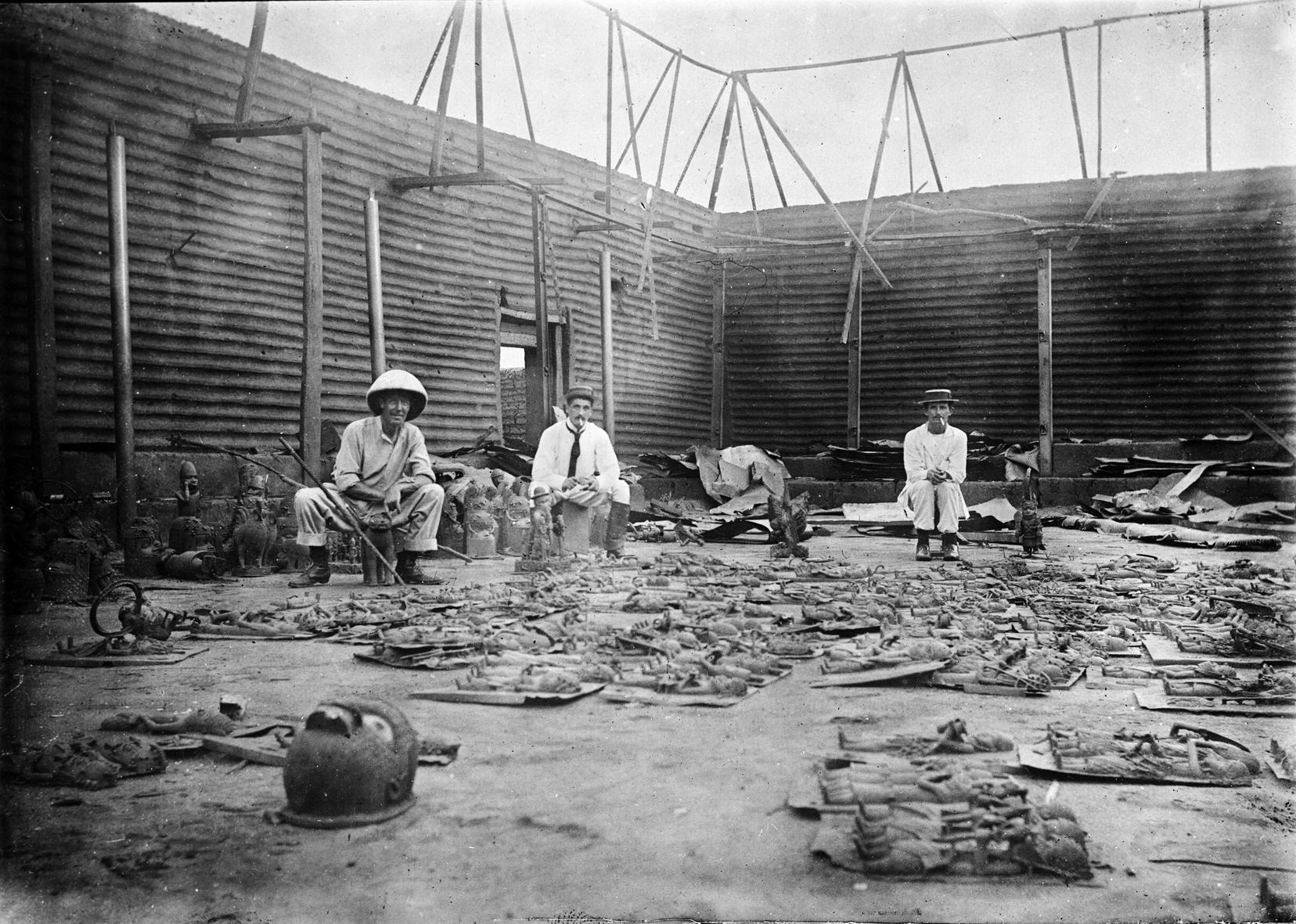
Inneres des Oba-Palastes nach dem Brand mit Bronzetafeln im Vordergrund und drei Soldaten im Hintergrund

Am 12. Januar 1897 wurde Konteradmiral Harry Rawson, Befehlshaber der Royal Navy am Kap der Guten Hoffnung und an der Westküste Afrikas, von der Admiralität mit der Führung einer Truppe beauftragt, die in das Königreich Benin eindringen und den Oba von Benin gefangen nehmen sollte. Die Operation erhielt den Namen Benin Punitive Expedition.
Am 9. Februar 1897 begann die Invasion des Königreichs Benin.

„In neunundzwanzig Tagen wurde eine Truppe von 1200 Mann, die aus drei Orten zwischen 3000 und 4500 m vom Benin-Fluss kam, angelandet, organisiert, ausgerüstet und mit Transportmitteln ausgestattet. Fünf Tage später wurde die Stadt Benin eingenommen, und nach weiteren zwölf Tagen waren die Männer wieder an Bord, die Schiffe beladen und für jeden weiteren Einsatz bereit.“

Insgesamt wurden für die Expedition, die sich über drei Wochen erstreckte, rund 5.000 Mann mobilisiert.
Kapitän Gallwey stieß auf den Schauplatz des Massakers, wo er kopflose Leichen fand.
Elspeth Huxley verbrachte 1954 einige Zeit zu Forschungszwecken in Benin und schrieb:

„... einen Bericht über das Massaker in Benin von 1897 und seine Folgen von einem der Beteiligten zu hören. Es ist eine Geschichte, die immer noch in Erstaunen und Entsetzen versetzt und uns daran erinnert, dass die Briten andere Motive für ihr Vordringen nach Afrika hatten als die Absicht, die Eingeborenen auszubeuten und sich selbst zu verherrlichen. Hier zum Beispiel einige Auszüge aus dem Tagebuch eines Chirurgen, der an der Expedition teilnahm: ‚Als wir uns Benin City näherten, kamen wir an mehreren Menschenopfern vorbei, lebenden Sklavinnen, die geknebelt und auf dem Rücken an den Boden geheftet wurden, wobei die Bauchdecke in Form eines Kreuzes aufgeschnitten wurde und der unverletzte Darm heraushing. Diese armen Frauen durften auf diese Weise in der Sonne sterben. Die männlichen Sklaven lagen mit auf dem Rücken gefesselten Händen und zusammengebundenen Füßen, ebenfalls geknebelt, herum. Als wir uns der Stadt näherten, lagen geopferte Menschen auf dem Weg und im Gebüsch – selbst auf dem Gelände des Königs war ihr Anblick und Gestank schrecklich. Tote und verstümmelte Körper lagen überall – bei Gott! Möge ich nie wieder einen solchen Anblick sehen!‘“

Herbert Walker, ein Soldat, der an der Strafexpedition teilnahm, glaubte, dass die Menschenopfer, die er sah, ein Versuch der Bewohner von Benin City waren, die Götter zu besänftigen, während sie versuchten, sich gegen die Expedition zu verteidigen.
Laut Robin Law, Professor für Afrikastudien, ist die Frage der Menschenopfer ein äußerst heikles Thema und anfällig für Vorurteile. Law vermutet, dass das berichtete Ausmaß dieser Praxis in Benin von den Briten übertrieben wurde, um die Notwendigkeit einer militärischen Intervention zu begründen.
Der Historiker Dan Hicks hat das Vorgehen der Strafexpedition während ihres Vorstoßes nach Benin City als „demozidal“ (Völkermord) bezeichnet und behauptet, dies wären...

„... Massaker an Städten und Dörfern aus der Luft und damit an Frauen und Kindern im gesamten Königreich Benin, wobei die Erde mit Raketen, Feuer und Minen verbrannt wurde. Zu den Kriegsverbrechen gehörte vor allem das Ausmaß der Tötungen und Bombenangriffe auf zivile Ziele.“

Am 18. Februar wurde Benin City von der Expedition eingenommen. Die Stadt wurde in Brand gesteckt.
Acht Mitglieder der Strafexpedition wurden während der Benin-Expedition getötet; die Zahl der militärischen und zivilen Opfer unter den Beninern wurde nicht geschätzt, dürfte aber sehr hoch gewesen sein.
Nach der Einnahme von Benin City wurden Häuser, heilige Stätten, zeremonielle Gebäude und Paläste vieler hochrangiger Häuptlinge geplündert und viele Gebäude niedergebrannt, darunter auch das Palastgebäude selbst am Sonntag, dem 21. Februar. Mitglieder der Expedition fanden Beweise für frühere Menschenopfer, und Journalisten von Reuters und der Illustrated London News berichteten, dass die Stadt „nach Menschenblut stank“. Im Inneren des verlassenen Palastes bot sich den Briten ein schrecklicher Anblick. Der Oba hatte in seiner Panik über das, was er getan hatte, und aus Angst vor einem Vergeltungsangriff eine große Zahl von Menschenopfern dargebracht, um die Katastrophe abzuwenden. Die Leichen der vom Oba geopferten Menschen lagen in Gruben und viele hingen gekreuzigt in Bäumen.
Der Oba wurde schließlich von dem britischen Generalkonsul Ralph Moor gefangen genommen. Er wurde abgesetzt und mit zwei seiner achtzig Frauen nach Calabar verbannt. Sechs Häuptlinge wurden auf dem Marktplatz von Benin City gehängt.
Der größte Teil der Beute aus der Stadt wurde von der Expedition einbehalten, wobei etwa 2.500 (offizielle Angaben) religiöse Artefakte, visuelle Geschichte Benins, Mnemotechnik und Kunstwerke nach Großbritannien geschickt wurden. Darunter befinden sich über tausend Metalltafeln und Skulpturen, die als Benin-Bronzen bekannt sind. Die Admiralität beschlagnahmte und versteigerte die Kriegsbeute, um die Kosten der Expedition zu decken.
Etwa 40 % der Kunstwerke gelangten in den Besitz des British Museum, andere wurden als Kriegsbeute an einzelne Mitglieder der Streitkräfte verschenkt, und der Rest wurde bereits im Mai 1897 von der Admiralität versteigert, um die Kosten der Expedition zu decken. Die meisten der versteigerten Benin-Bronzen wurden von Museen, vor allem in Deutschland, erworben. Die Verbreitung der Benin-Kunstwerke in Museen auf der ganzen Welt war der Auslöser für eine langwierige und langsame Neubewertung des Wertes westafrikanischer Kunst in Europa. Die Kunst aus Benin wurde kopiert und der Stil in die Kunst vieler europäischer Künstler integriert und hatte somit einen starken Einfluss auf die frühe Entstehung des Modernismus in Europa.
Die Briten besetzten Benin, das in das britische Protektorat Nigerküste und schließlich in das britische Kolonialland Nigeria eingegliedert wurde. Im Zuge der britischen Besatzung kam es zu einer allgemeinen Sklavenbefreiung und damit zu einem Ende der Menschenopfer. Allerdings führten die Briten ein System ein, bei dem Einheimische als Zwangsarbeiter unter oft schlechten Bedingungen eingesetzt wurden, die nicht viel besser waren als unter dem vorherigen Benin-Reich.